# Lea Wikström

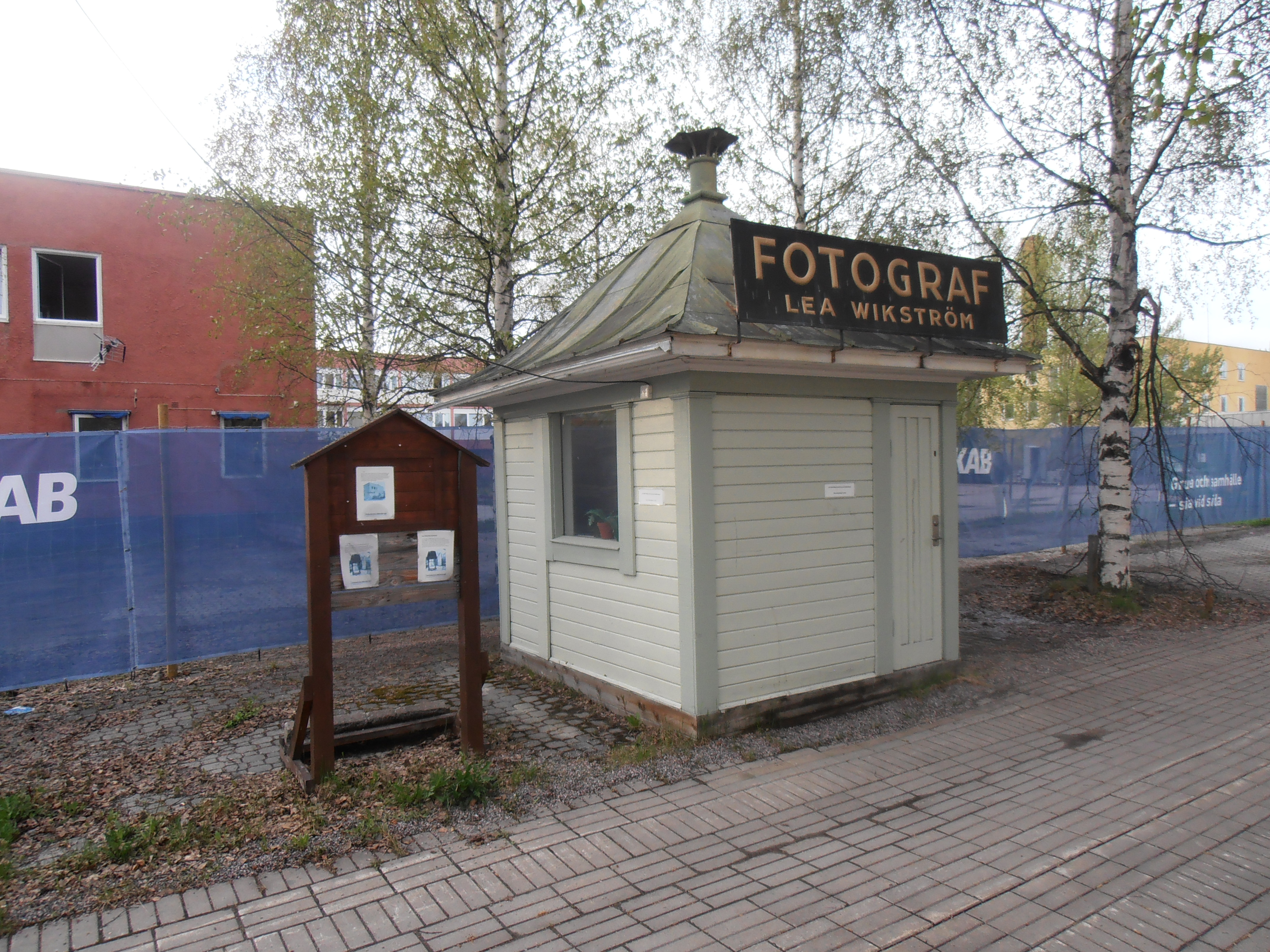
Lea Wikströms kiosk i Malmberget, 2020

Lea Maria Adina Mattson, född Wikström 7 juni 1888 i Luleå, död 7 oktober 1980 i Täby, var en svensk fotograf. 

## Biografi
Lea Wikström var äldsta barn i en syskonskara på sju till Isak Wilhelm Wikström (1856–1940) och Maria Christina Larsdotter (1856–1905). Modern dog 1905, varefter Lea Wikström fick ta hand om sina yngre syskon. Hon lärde sig fotografyrket som lärling från 1910 på Henny Tegströms fotoateljé vid Storgatan i Luleå. Därefter arbetade hon som fotobiträde i Ellen Klassons fotoateljé i Uppsala. Hon flyttade 1917 till Visby, där hon arbetade som medhjälpare i Hanna Ljungquists fotoateljé. År 1918 flyttade hon till Malmberget, där hon övertog Tora Grahns fotoateljé i Malmberget, från 1920 på Köpmangatan 11. Hon arbetade framför allt med porträttfotografering och vykortsfotografering. 
Hon drev fotoateljén i Malmberget fram till 1972, varefter hon flyttade till Täby. Som ateljékamera använde hon bland annat en Norks polyfotokamera, som tog 4–48 bilder på en glasplåt. Wikström donerade en samling på 100 000 bilder på 20 ton glasplåtar till Norrbottens museum. 
Hon gifte sig 1920 med elinstallatören Karl Emil Mattson (1890–1963). Paret hade sex barn.